# Élections législatives de 1962 dans la Haute-Loire
Les élections législatives françaises de 1962 se déroulent les 18 et 25 novembre 1962. Dans le département de la Haute-Loire, deux députés sont à élire dans le cadre de deux circonscriptions.

## Élus
| Circonscription | Député sortant | Parti | Parti     | Député élu ou réélu | Parti | Parti   |
| --------------- | -------------- | ----- | --------- | ------------------- | ----- | ------- |
| 1re             | Noël Barrot    |       | MRP       | Noël Barrot         |       | MRP     |
| 2e              | Jean Deshors   |       | app. CNIP | Marcel Raffier      |       | UNR-UDT |

## Résultats

### Résultats à l'échelle du département
| Parti          | Parti                                       | Premier tour | Premier tour | Second tour | Second tour | Sièges |
| Parti          | Parti                                       | Voix         | %            | Voix        | %           | Sièges |
| -------------- | ------------------------------------------- | ------------ | ------------ | ----------- | ----------- | ------ |
|                | Union pour la nouvelle République (UDT)     | 23 049       | 25,18        | 28 722      | 29,65       | 1      |
|                | Modérés                                     | 19 919       | 21,76        | 13 701      | 14,14       | 0      |
|                | Majorité présidentielle                     | 42 968       | 46,93        | 42 423      | 43,80       | 1      |
|                |                                             |              |              |             |             |        |
|                | Centre national des indépendants et paysans | 15 833       | 17,29        | 16 393      | 16,92       | 0      |
|                | Mouvement républicain populaire             | 14 801       | 16,17        | 21 085      | 21,77       | 1      |
|                | Centre démocratique                         | 30 634       | 33,46        | 37 478      | 38,69       | 1      |
|                |                                             |              |              |             |             |        |
|                | Parti communiste français                   | 10 915       | 11,92        | 5 217       | 5,39        | 0      |
|                | Parti radical                               | 7 031        | 7,68         | 11 747      | 12,13       | 0      |
|                |                                             |              |              |             |             |        |
| Inscrits       | Inscrits                                    | 140 842      | 100,00       | 140 819     | 100,00      | 2      |
| Abstentions    | Abstentions                                 | 46 218       | 32,82        | 41 902      | 29,76       |        |
| Votants        | Votants                                     | 94 624       | 67,18        | 98 917      | 70,24       |        |
| Blancs et nuls | Blancs et nuls                              | 3 076        | 3,25         | 2 052       | 2,07        |        |
| Exprimés       | Exprimés                                    | 91 548       | 96,75        | 96 865      | 97,93       |        |

### Résultats par circonscription

#### Première circonscription (Le Puy-en-Velay - Yssingeaux)
| Candidat       | Candidat                  | Parti          | Premier tour | Premier tour | Second tour | Second tour |  |
| Candidat       | Candidat                  | Parti          | Voix         | %            | Voix        | %           |  |
| -------------- | ------------------------- | -------------- | ------------ | ------------ | ----------- | ----------- |  |
|                | Noël Barrot sortant réélu | MRP            | 14 801       | 31,08        | 21 085      | 42,82       |  |
|                | Eugène Pébellier          | Modérés        | 12 950       | 27,19        | 13 701      | 27,82       |  |
|                | Robert Roche              | UNR-UDT        | 8 049        | 16,9         | 9 240       | 18,76       |  |
|                | Régis Vidal               | Modérés        | 6 969        | 14,63        | Retrait     | Retrait     |  |
|                | Jean Mauras               | PCF            | 4 854        | 10,19        | 5 217       | 10,59       |  |
|                |                           |                |              |              |             |             |  |
| Inscrits       | Inscrits                  | Inscrits       | 70 678       | 100,00       | 70 660      | 100,00      |  |
| Abstentions    | Abstentions               | Abstentions    | 21 385       | 30,26        | 20 248      | 28,66       |  |
| Votants        | Votants                   | Votants        | 49 293       | 69,74        | 50 412      | 71,34       |  |
| Blancs et nuls | Blancs et nuls            | Blancs et nuls | 1 670        | 3,39         | 1 169       | 2,32        |  |
| Exprimés       | Exprimés                  | Exprimés       | 47 623       | 96,61        | 49 243      | 97,68       |  |

#### Deuxième circonscription (Le Puy-en-Velay - Brioude)
| Candidat       | Candidat             | Parti          | Premier tour | Premier tour | Second tour | Second tour |  |
| Candidat       | Candidat             | Parti          | Voix         | %            | Voix        | %           |  |
| -------------- | -------------------- | -------------- | ------------ | ------------ | ----------- | ----------- |  |
|                | Jean Deshors sortant | app. CNIP      | 15 833       | 36,05        | 16 393      | 34,42       |  |
|                | Marcel Raffier élu   | UNR-UDT        | 15 000       | 34,15        | 19 482      | 40,91       |  |
|                | Léon Sagnol          | Radsoc         | 7 031        | 16,01        | 11 747      | 24,67       |  |
|                | Alfred Biscarlet     | PCF            | 6 061        | 13,8         | Retrait     | Retrait     |  |
|                |                      |                |              |              |             |             |  |
| Inscrits       | Inscrits             | Inscrits       | 70 164       | 100,00       | 70 159      | 100,00      |  |
| Abstentions    | Abstentions          | Abstentions    | 24 833       | 35,39        | 21 654      | 30,86       |  |
| Votants        | Votants              | Votants        | 45 331       | 64,61        | 48 505      | 69,14       |  |
| Blancs et nuls | Blancs et nuls       | Blancs et nuls | 1 406        | 3,1          | 883         | 1,82        |  |
| Exprimés       | Exprimés             | Exprimés       | 43 925       | 96,9         | 47 622      | 98,18       |  |